# Arden Automobilbau
Die Arden Automobilbau GmbH ist ein Kleinserienhersteller, der sich auf die Modifikation von Fahrzeugen der Marken Jaguar, Range Rover, Bentley und Mini spezialisiert hat.

## Geschichte
Am 1. Dezember 1972 erhielt Arden die behördliche Genehmigung zum Betrieb eines Einzelhandelsgeschäftes in Kranenburg-Mehr.
1976 wurde die Arden Automobile GmbH gegründet und der Firmensitz in die Kalkarer Straße 21 in Kleve verlegt. Zwei Jahre später eröffnete das Unternehmen eine Zweigstelle in der Emmericher Straße in Kleve. 1983 wurde Arden Jaguar-Vertragshändler und präsentierte die erste modifizierte Jaguar-XJ-V12.
1985 wurde die Arden Automobilbau GmbH gegründet und der Arden XJS Roadster AJ2 auf der IAA in Frankfurt präsentiert, so stellte Jochen Arden 12 Jahre nach Einstellung des legendären E-Type ein Arden Jaguar Vollcabrio mit einer auf Knopfdruck völlig versenkbaren Dachkonstruktion vor. Im selben Jahr wurde Arden die KBA-Herstellerschlüsselnummer 7707 zugeteilt und Arden damit vom Kraftfahrt-Bundesamt als Fahrzeughersteller anerkannt. 1987 stellte Arden auf der IAA das AJ 3 Station Car vor, eine Version des Jaguar XJS – dem zur damaligen Zeit stärksten und schnellsten Kombi der Welt. Ein Jahr später präsentierte Arden am Genfer Auto-Salon den AJ 5 Biturbo mit 242 kW (330 PS) basierend auf dem Jaguar XJ40. 1990 entwickelte und präsentierte Arden das erste ABS-Bremssystem für Jaguar. Zwei Jahre später verlegte er den Firmensitz von Kleve nach Krefeld.
1995 wurde Arden Vertragspartner der Rover Group. 1997 erhielt das Unternehmen eine Zertifizierung nach DIN EN ISO 9001. Ein Jahr später wurde der Arden XK A-Type mit 423 PS auf der IAA präsentiert und zwei Jahre später eine Motorvariante des 4,5-Liter-V8-Kompressormotors mit 462 PS vorgestellt.
1999 beendete Jochen Arden die Tätigkeit als Jaguar-Vertragshändler und die Arden Automobilbau GmbH konzentrierte sich nun ausschließlich auf die Modifikation von Fahrzeugen. 2005 stellte er den Arden Range Rover Sport auf der 61. IAA in Frankfurt mit neuem 4,5-Liter-Motor (480 PS) vor.
Im ersten Jahrzehnt des neuen Jahrtausends wurde die Produktpalette immer weiter ausgebaut. Heute zählen neben Jaguar und Land Rover, Mini und Bentley zu den Marken, die Arden stilistisch und technisch verfeinert.
Der Arden Mini AM wurde zum „Sportscar des Jahres 2010“ gewählt. 2012 wurde ein neues Aerodynamikpaket für Range Rover vorgestellt.
2013 präsentierte Arden die neue Range-Rover-Generation AR9 mit innovativem Design und den Jaguar AJ 20 RS als leistungsstärkste Raubkatze mit 645 PS und 810 Nm. 2014 gewinnt der Arden F-Type AJ 23 den ersten Platz des Sport Auto Awards im Bereich Tuning.
2016 folgt der dritte Platz mit dem AJ 24 auf Basis des XE. Im gleichen Jahr findet der erste Arden British Day an der historischen Burg Zelem statt, der mittlerweile jedes Jahr von Jochen Arden im September veranstaltet wird. 2017 entwickelt Arden ein Aerodynamik Paket für den Jaguar F-Pace. Arden produziert zum ersten Mal Aerodynamik-Anbauteile für Fahrzeuge mit dem 3D-Drucker.
2018 präsentiert Arden auf dem 88. Genfer Auto-Salon den Jaguar F-Type AJ 23 SVR mit 703 PS. Die Auto Bild Klassik bezeichnet Jochen Arden 2018 als den bekanntesten Jaguar-Tuner der Welt.
Im Jahr 2022 bestand Arden seit 50 Jahre. Aktuell liegt der Schwerpunkt des Unternehmens auf neuen Entwicklungsprojekten, insbesondere im Bereich alternativer Antriebsmöglichkeiten, sowie zunehmend auf der Restaurierung historischer Fahrzeuge sowie dem Aufbau von historischen Arden Fahrzeugen.

## Arden Racing

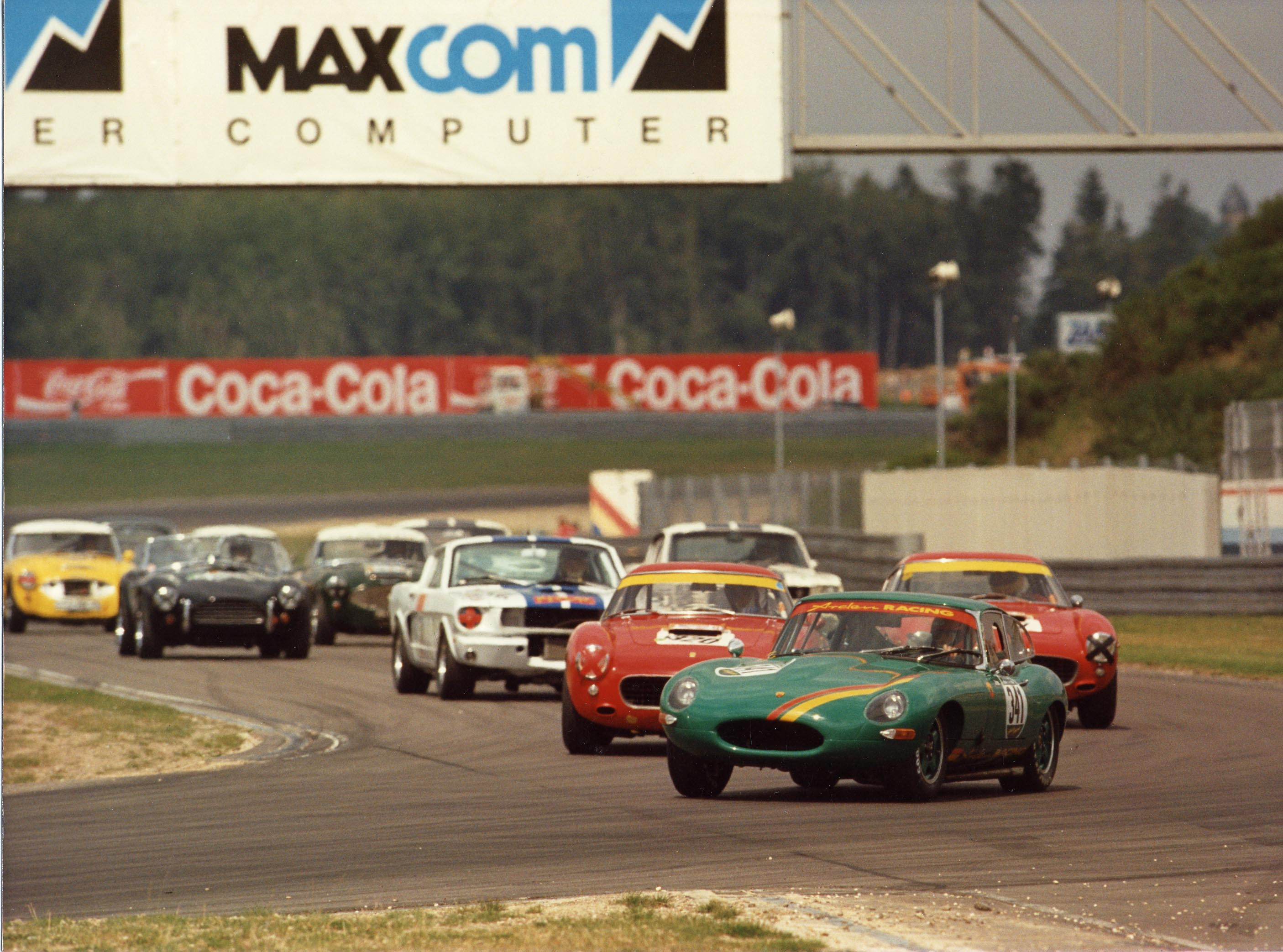
Arden Jaguar E-Type bei der GT-Europameisterschaft (1992)

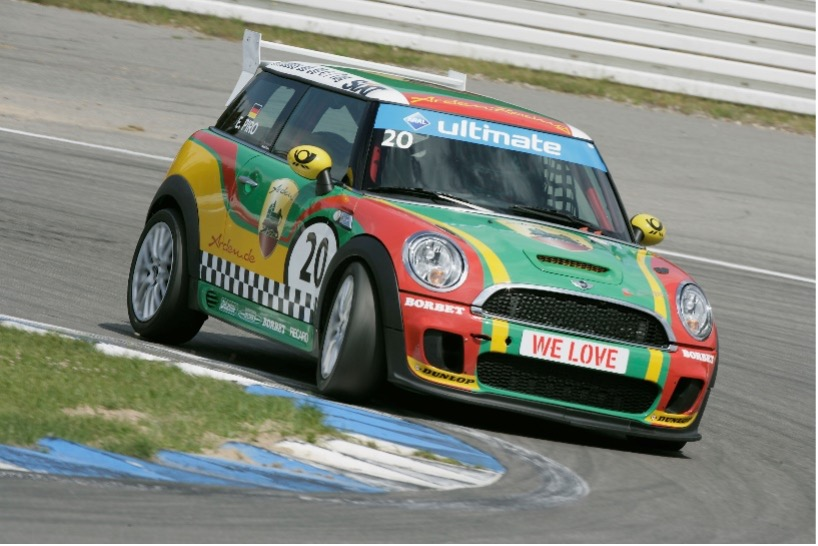

Im Jahre 1992 wurde die Firma Arden Racing gegründet. 1993 wurde Arden Racing mit einem Jaguar E-Type Vize GT Europameister. Im Rahmen der GT-Europameisterschaft erreichte Arden Racing die folgenden Platzierungen:
- 1. Plätze in Zandvoort und Hockenheim
- 1. Plätze in Spa, Francorchamps, Donnington Park, Salzburgring und erneut in Zandvoort
- 1. Plätze in Knutstorp und Zolder
- Schnellste Runde beim GT-Grand-Prix auf dem Nürburgring sowie die schnellste Trainingsrunde und Pole-Position in Mugello, Italien.[15]

Im Alfa 147 Cup 2004 übernahm Arden das Fahrzeug von Sebastian Stahl und erreichte den 4. Platz in der Gesamtwertung der Gentleman Liga. Es folgte die Teilnahme an weiteren Rennveranstaltungen wie beim Silvretta-Jubiläum 2007 und der MINI Challenge 2007.
In den Jahren 2009 und 2011 nahm Arden Racing erneut mit E. Piro als Fahrer an der MINI Challenge teil.
Nach dem Komplettaufbau des Samson Kremer-Porsche 911 RSR nahm Arden Classic zum ersten Mal am 40. AvD Oldtimer-Grand-Prix 2012 auf dem Nürburgring teil. Hier wurde das Fahrzeug sowohl von Jochen Arden als auch Clemens Schickentanz gefahren.
Neben dem Rennsport engagiert sich Arden im Rahmen der Burg Zelem Foundation in der Förderung junger Talente im Motorsport.

## Arden British Day

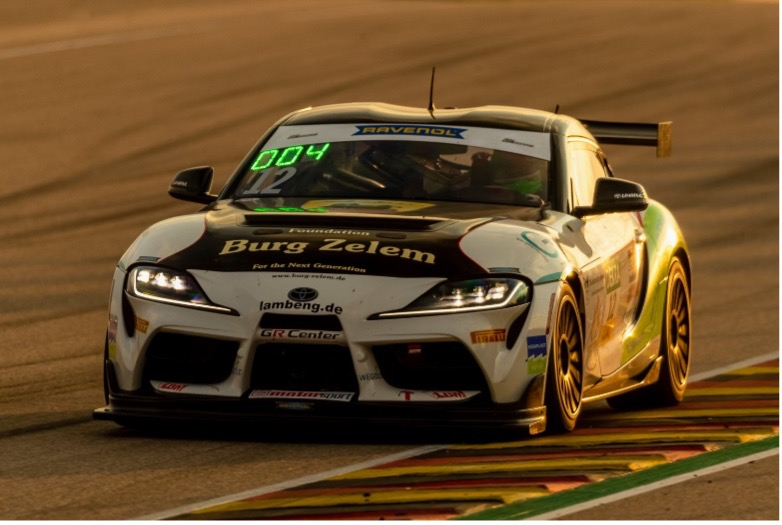
Der Toyota GR Supra GT4 beim ADAC GT4 Germany Sachsenring (2022)

Der Arden British Day ist eine Veranstaltungsreihe, die 2016 ins Leben gerufen wurde und jährlich im September in Kranenburg-Mehr auf dem Gelände der Burg Zelem stattfindet. Die Veranstaltung hat sich als Treffpunkt für Liebhaber von Oldtimern und Youngtimern sowie Motorrädern etabliert. Der British Day zeichnet sich nicht nur durch die Präsentation britischer Automobile aus, sondern legt auch großen Wert auf die nachhaltige Bewahrung von Fahrzeugen als historische Kulturgüter. Dieser Aspekt wird sowohl durch den geschichtsträchtigen Veranstaltungsort vor Burg Zelem als auch durch die unmittelbare Nähe zum angrenzenden Naturschutzgebiet der niederrheinischen Düffelt betont.

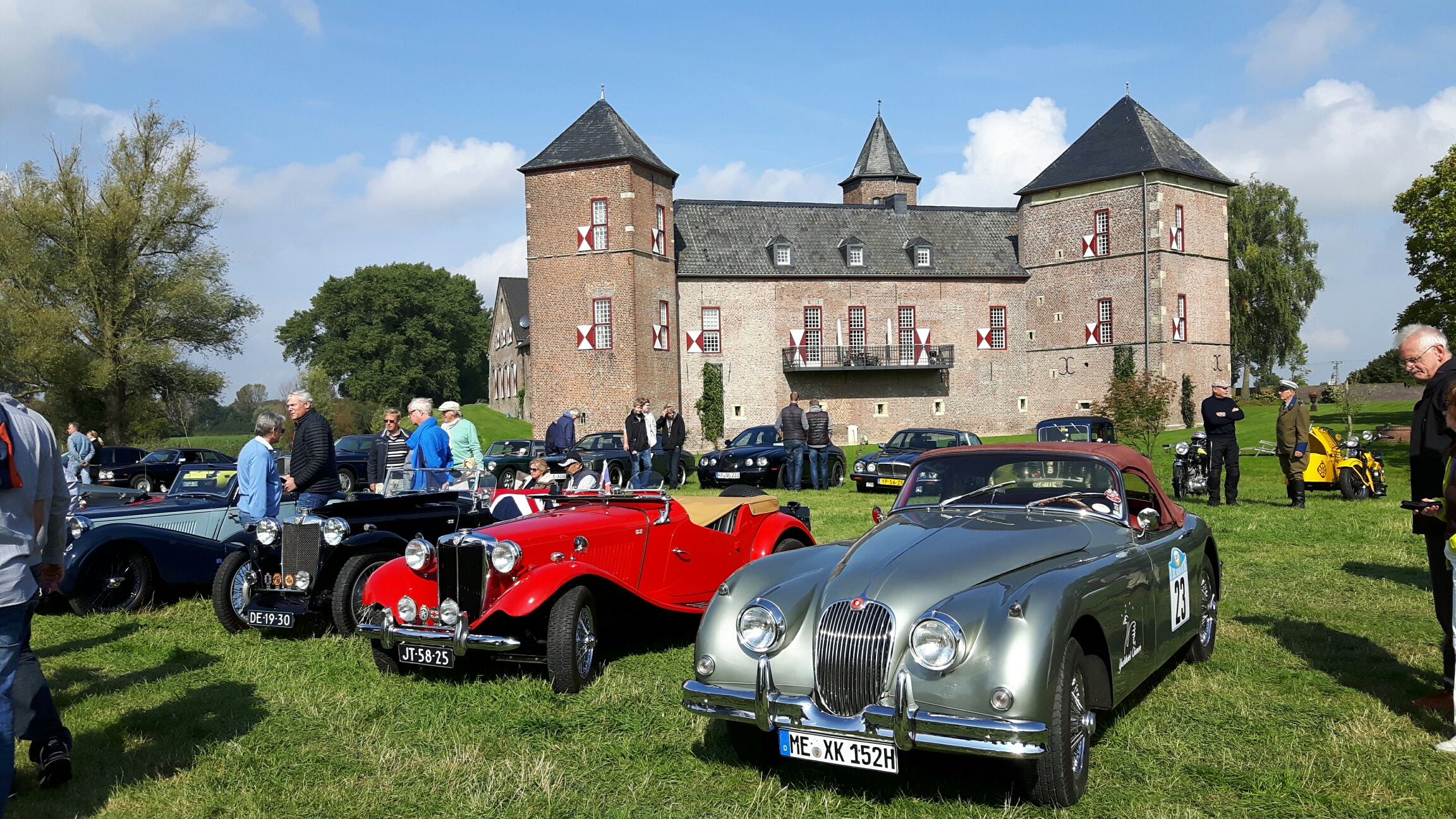
Der Arden British Day vor der Burg Zelem (2017)

Am 15. September 2019 wurde Burg Zelem zum vierten Mal als Veranstaltungsort des Arden British Day für über 1.500 Gäste geöffnet. Mehr als 550 britische Oldtimer und Youngtimer nahmen teil, ergänzt durch eine Vielzahl historischer Motorräder. Im Rahmen der Veranstaltung wurde ein Restaurationsprojekt der Arden Automobilbau vorgestellt: Ein Jaguar E 3,8l Flatfloor aus dem Jahr 1961.
Die fünfte Ausgabe des British Day, die ursprünglich für den 13. September 2020 geplant war, wurde aufgrund der globalen Corona-Maßnahmen abgesagt. Eine Fortsetzung der Veranstaltungsreihe fand im September 2024 statt.

## Tätigkeitsfeld
Die Arden Automobilbau GmbH beschäftigt sich mit der Modifikation von Jaguar-, Range-Rover-, Bentley- und MINI-Fahrzeugen. Die Produktpalette umfasst Aerodynamikteile, Leistungssteigerungen, Räder, Auspuffsysteme, Fahrwerke, Innenraumveredlung und diverse weitere Modifikationen auf Kundenwunsch. Arden zeichnet sich dadurch aus, dass das Unternehmen neben der optischen Aufwertung der Fahrzeuge auch stets technische Modifikationen anbietet.

### Arden Jaguar
| Bauzeit | Baureihe                                     | Anmerkung | Bild |
| 1983    | AJ 1 Jaguar XJ V12 Daimler                   | - Erster vollständig umgebauter Arden Jaguar - Umfassende Modifikationen am Fahrwerk, Bremsen, Kühlsystem, Interieur und Aerodynamik - 2017 wurde der AJ 1 auf der IAA als Teil der Sonderschau „Die wilden 70er“ des AvD und VDA präsentiert |      |
| 1985    | AJ 2 Jaguar XJS V12 Coupé                    | - Modifizierung des Jaguar XJS Coupé basierend auf der Technik des AJ 1 V12 - Um den AJ 2 hochgeschwindigkeits tauglich zu machen wurde das Kühlsystem, sowie die Motorleistung optimiert und die Bremsanlage verstärkt |      |
| 1986    | AJ 2-B Jaguar XJS V12 Roadster / Convertible | - Arden Jaguar Vollcabrio mit einer auf Knopfdruck völlig versenkbaren Dachkonstruktion - Hochleistungsbremsanlage und optimierte Motorleistung - Das Arden AJ 2 Cabriolet wurde optional mit 5-Gang-Getriebe, Interieur – und Aerodynamikpaket ausgeliefert                                                                                                  |      |
| 1986    | AJ 3 Jaguar XJS „Station Car“                | - Laut Spiegel 1986, entwickelte Arden mit dem AJ3 den damals stärksten und schnellsten Kombi der Welt - Leistungsstarke V-12 Maschine basierend auf dem Jaguar XJS - Im Windkanal entwickelter Aerodynamiksatz und speziell abgestimmtes Fahrwerk |      |
| 1982    | AJ 4 Jaguar XJ V12                           | - Erstmalige optische Veränderung des XJ V12 - Serienmäßiges 265 PS Aggregat wurde durch gründliche Feinbearbeitung auf 320 PS gesteigert - 4-Gang Arden ZF Automatik-Getriebe |      |
| 1988    | AJ 5 Jaguar XJ 40 Biturbo                    | - Jaguar XJ 40 als Basisfahrzeug - Montage von 2 rennsporterprobten IHI-Abgasturbolader - Steigerung der serienmäßigen Leistung um mehr als 100 PS auf 330 PS - 258km/h Höchstgeschwindigkeit |      |
| 1988    | AJ 6 Jaguar XJS 2+2 Coupé                    | - AJ 2+2 Coupé als vorerst letzte Variante des modifizierten XJ-S Basismodells - Entwicklung einer veränderten Dachgeometrie - 4-Gang Arden ZF Automatik-Getriebe, auf Wunsch mit 5-Gang-Schaltgetriebe - Doppelscheinwerfern, sowie weiteren technischen und motormäßigen Modifikationen                                                                     |      |
| 1989    | AJ 7 Jaguar XJS Coupé 6,0 Liter              | - Besonders sportliche Note durch die speziell konzipierten Front- und Heckspoiler - Optimale Frischluftzufuhr zum Motor sowie zur Bremsanlage durch optimierte Linienführung sowie Aerodynamik - Das Serienaggregat wurde auf ca. 430 PS gesteigert |      |
| 1990    | AJ 7 Jaguar XJS Cabrio                       | - 2+2 Cabriolet durch Erweiterung um eine hintere Sitzbank - Ermöglicht durch Verlagerung der Hydraulik in die hinteren Stauräume - Dieser Umbau erfreute sich großer Beliebtheit, so dass die Arbeiten u. a. direkt für Jaguar Deutschland durchgeführt wurden                                                                                               |      |
| 1990    | AJ 8 Jaguar XJ 40 / XJ 81 mit V12-Motor      | - XJ40/XJ 81 als Basisfahrzeug - Fokus auf Modifikation der Motorleistung - Der 6.3 l Motor besitzt einen vergrößerten Hub mit speziellen Nockenwellen und spezielle Kurbelwelle |      |
| 1995    | AJ 9 XJ mit 3,2-Liter-Kompressormotor        | - Die XJ Limousine, ging mit dem Modelljahr 1986 für den XJ 6 zu Ende, nur in kleinen Stückzahlen wurde der XJ 12 weiter hergestellt - Aus einem Stück gefertigte vordere Mittelkonsole sowie weitere Interieur Veredelungen - Luxuslimousine als rollendes Büro mit gesteigerter Motorleistung                                                               |      |
| 1994    | AJ 10 XJ mit 4,0-Liter-Kompressormotor       | - Fokus auf technischen Innovationen - Mit Hilfe modernster Technologie entwickelte Arden für den AJ 10 die zweite Motorvariante als Kompressor mit 410 PS - Sportlich komfortables Fahrwerk sowie Arden Leichtmetall Felgen |      |
| 1997    | AJ 11 X-300-Baureihe                         | - Dynamische Eleganz für alle aktuellen XJ 6 und XJ 12 Serienmodelle durch exklusives Arden Design Programm - X 300 Baureihe wird durch das diskrete Aerodynamik-Paket modifiziert - Abgerundet wird das Leistungspaket durch die Arden Auspuffanlage und durch den 390 PS starken 6.3 L Motor                                                                |      |
| -       | AJ 12 Prototyp Rennwagen                     | - Prototyp-Version zur Produktentwicklung basierend auf einem Gruppe C Porsche 962 - Ausgestattet mit einem 6,5l V12 Jaguar Motor - 580 PS, 6-Gang-Getriebe aus der Procar-Serie |      |
| 2000    | AJ 13 Jaguar XJR                             | - Eleganter Karosserieumbau der an allen Modellen der XJ 8 Baureihe montiert werden kann - Leistungssteigerung mit einer Mehrleistung um ca. 90 PS; Hubraumerweiterung auf 4,5l. - 5 Gang Schaltung - Arden Hochleistungsbremsanlage mit 330 Millimeter großen Scheiben und Vierkolben-Bremssätteln an der Vorderachse                                        |      |
| 2002    | AJ 14 Jaguar XJ 350                          | - Jaguar XJ (350 und 358) als Basisfahrzeug - Dem eher grazilen Auftritt der Serie stellt Arden mit dem AJ14 einen muskulösen Look entgegen - Karosserie-Set, Edelstahl Kühler- sowie Frontschürzengrill und die patentierte Arden Jaguar Kühlerfigur |      |
| 1999    | AJ 15 Jaguar A-Type                          | - Der Arden A-Type feierte 1999 auf der IAA sein Debüt - Arden Aerodynamikpaket, allumfassend bis auf Dach und Türkonstruktion - Arden Sportfahrwerk - Arden Hochleistungsbremsanlage mit 370mm Scheiben und 6-Kolben Festsattel. |      |
| 2000    | AJ 16 Jaguar A-Type Lightweight RS           | - Rennsportversion mit Straßenzulassung wird in Handarbeit auf Basis des Arden A-Type gefertigt - Die Kraftübertragung übernimmt ein neuer 4.5 Liter V8 Motor welcher in der RS Version mehr als 540 PS zu bieten hat - 5-Gang-Schaltgetriebe - Das RS Fahrwerk mit zusätzlichen Stabilisatoren und Achsbuchsen aus Teflon sorgt für ein exzellentes Handling |      |
| 2003    | AJ 17 Jaguar S-Type R                        | - Arden Frontschürze mit Edelstahl gitter - Seitlichen, an die Schürze angearbeitete „Flaps“ - Der Motorumbau steigert die Leistung von 395 PS / 290 kW auf 440 PS / 323 kW |      |
| 2004    | AJ 18 X-Type                                 | - Maßgeschneidertes Aerodynamik- und Optikpaket für den X-Type - Arden Front- und Heckschürze, Seitenschweller und Heckspoiler - Für alle Motorvarianten bietet Arden verschiedene Leistungspakete an |      |
| 2005    | AJ 19 XJ                                     | - Technische Erweiterung des AJ 14 auf Basis des Facelift Modells |      |
| 2006    | AJ 20 Jaguar XK                              | - AJ 20 Bodykit für den Jaguar XK - Durch umfassende Motormodifikationen erreicht der AJ20 480 PS und ein Drehmoment von 640 Nm - 305 km/h Höchstgeschwindigkeit, gemessen auf Hochgeschwindigkeitskurs in Papenburg - 2. Platz Tuner Grand Prix Hockenheim Arden AJ 20                                                                                       |      |
| 2007    | AJ 20 Jaguar XK RS                           | - Leistungssteigerung des XKR-S bis zu 645 PS, bei einer Höchstgeschwindigkeit von 315 km/h - Anpassung der Motorelektronik in Verbindung mit der Arden Komplettabgasanlage und Hochleistungskatalysatoren - Die Heckschürze mit Diffusor verbessert die Aerodynamik des Fahrzeugs                                                                            |      |
| 2008    | AJ 21 Jaguar XF                              | - Ardens Fast Car, basiert auf dem Jaguar XF - 4 Rohr-Edelstahl-Sportschalldämpferanlage mit Hochleistungskatalysatoren - Das speziell abgestimmte Arden-Sportfahrwerk in Verbindung mit den exklusiven Arden Sportline Felgen gewährleisten optimalen Fahrbahnkontakt                                                                                        |      |
| 2009    | AJ 22 Jaguar XJ 351                          | - Umfangreiches Aerodynamik-Paket - 4 Rohr-Edelstahl-Sportschalldämpferanlage mit Hochleistungskatalysatoren - Optimierter Fahrbahnkontakt durch Arden Sportfahrwerk |      |
| 2013    | AJ 23 Jaguar F-Type                          | - Sieger des Sport Auto Awards in der Tuningklasse - Arden Aerodynamikpaket und Arden Sportfahrwerk - Arden Leistungssteigerung |      |
| 2017    | AJ 23 SVR Jaguar F-Type                      | - Arden Aerodynamik Kit speziell entwickelt für den SVR - Arden Tieferlegung und Sportline GT Felge in 21-Zoll - Leistungssteigerung auf 703 PS und 873 NM |      |
| -       | AJ 24 Jaguar XE                              | - Arden Aerodynamikpaket - Arden Sportfahrwerk und Sportline Felge - Carbonteile für das Interieur |      |
| -       | AJ 25 Jaguar F-Pace                          | - Arden Front- und Heckschürze - Dakar III Felge - Endschalldämpfer und Leistungssteigerung |      |
| -       | AJ 23 RS Jaguar F Type                       | - Arden Aerodynamik Kit speziell entwickelt für das Facelift Modell - Arden Sportfahrwerk und Sportline GT Felge in 21-Zoll - Leistungssteigerung auf 703 PS und 873 NM |      |

### Arden Range Rover
| Baujahr | Baureihe                              | Anmerkung | Bild                   |
| 1998    | AR 1 Range Rover                      | - 1998 widmete sich Arden erstmals der Veredlung von Range Rover Modellen - Arden Interieur - Leistungssteigerung und Endschalldämpfer | AR 1 Arden Range Rover |
| 1999    | AR 2 Range Rover                      | - Modifikationen mit Fokus auf das Interieur - Der Innenraum wird durch Edelholz und hochwertiges Leder aufgewertet - Neu entwickeltes Multimediasystem | AR 2 Arden Range Rover |
| 2000    | AR 3 Range Rover                      | - Sonderschutzfahrzeug auf Basis des Range Rover 4.6 HSE in Kooperation mit MBB Security - Schutzklasse B4/FB4 und bietet Schutz gegen Angriffe mit Handfeuerwaffen und Handgranaten - Neben einer Löschanlage sind ein Arden Sportfahrwerk und eine Arden Bremsanlage verbaut           | AR 3 Arden Range Rover |
| 2002    | AR 4 Range Rover LM                   | - Arden Interieur veredelt mit Holz und Leder - Arden Sportline Schmiederäder - Arden Tagscheinwerfer und Endschalldämpfer |                        |
| 2004    | AR 5 Range Rover Sport                | - Das AR5 Bodykit für den Range Rover Sport verleiht dem Basismodell eine besondere, sportlichere Note - Die integrierten LED-Tagfahrlichter sorgen neben der dezenten Optik für zusätzliche Sicherheit - Arden Edelstahl Sportschalldämpferanlage und Leistungssteigerung bis zu 580 PS |                        |
| 2006    | AR 6 Range Rover Sport – Stronger     | - Der Arden AR 6 Stronger ist vom 220 PS leistenden V6 2.7 Diesel bis hin zum 550 PS starken 5,0 Liter V8 Kompressormotor verfügbar - Arden Sportline 22″ Schmiederäder, Arden Bremsanlage - Innenraum des Arden AR 6 Stronger individuell nach Kundenwunsch gestaltbar                  |                        |
| 2007    | AR 7 RangeRover LM – Highlander       | - Arden Aerodynamikpaket inklusive neuer Tagfahrleuchten - Arden Leistungssteigerung bis zu 50 PS - Innenraum veredelt mit Leder und Alcantara |                        |
| -       | AR 8 Range Rover Evoque – City Roader | - Arden Breitbau-Aerodynamik-Paket - Kotflügelverbreiterungen, sowie neu gestaltete Front- und Heckschürze - Arden Edelstahlschalldämpferanlage |                        |
| 2012    | AR 9 Range Rover                      | - Arden AR 9 Spirit Karosserie-Kit mit komplett neu gestalteter Frontschürze - Arden Hochleistungsabgasanlage für Range Rover 5,0 l SC - Arden Leistungssteigerung bis zu 580 PS |                        |
| 2013    | AR 10 Range Rover Sport               | - Arden Interieur-Veredelung - Mehrteilige Arden Sportline Felge - Beleuchtete Seitenschwellerrohre |                        |
| 2024    | AR 11                                 | - Arden Leistungssteigerung auf 720 PS und 950 NM - Diesel bis zu 385 PS - Arden Interieur und Exterieurpaket |                        |

### Arden Mini
| Baujahr | Baureihe        | Anmerkung | Bild |
| 2009    | AM 1 Arden Mini | - Das Äußere des AM 1 besticht durch handgefertigte Edelstahlgitter - Passende Hochleitungsauspuffanlage - Arden Hochleistungsbremsanlage sowie das Arden Fahrwerk                                                                                                  |      |
| 2010    | AM 2 Arden Mini | - Der spezielle Cup-Spoilersatz besteht aus Frontlippe und Heckdiffusor - Der MINI Cooper S erhält eine Leistungssteigerung um ca. 45 PS, - Sportliches Handling durch Arden Sportfahrtwerk in Kombination mit der Challenge Felge                                  |      |
| 2011    | AM 3 Arden Mini | - Auf Basis des MINI Cooper S John Works präsentierte Arden im Jahr 2011 den Arden MINI AM3 - Maximal-Leistung von 249 PS durch die Arden Leistungssteigerung S3 - Weitere technische Modifikationen sind der Arden Ladeluftkühler sowie eine Edelstahl Abgasanlage |      |

### Arden Bentley
| Baujahr | Baureihe                           | Anmerkung | Bild |
| -       | AB 1 Arden Bentley                 | - Die ersten Modifikationen eines Bentley durch Arden erfuhr der Bentley Arnage - Original Flying mit Sicherheitssockel von Arden - Leistungssteigerung um ca. 80 PS |      |
| 2006    | AB 2 Arden Bentley Continental GTC | - Edelstahlgitter-Set - Durch eine optimierte Abgasströmung und einen verbesserten Schalldämpfer konnte der Klang des W12 Triebwerks weiter verfeinert werden - Durch zwei überarbeitete Motorsteuergeräte werden dem 6.0L W12 Biturbo Aggregat zusätzliche 60PS entlockt |      |
| 2022    | AB 3 Arden Bentley                 | - Original Arden Flying B - Leistungssteigerung - Dezente Interieur- sowie Exterieurmodifikationen auf individuelle Anfrage |      |

## Arden Motorenbau
| Baureihe           | Anmerkung | Bild |
| 6.3 Liter V12      | - Leistungssteigerung um ca. 25 PS - Modifizierte Ansaugbrücken, größere Drosselklappen und eine angepasste Steuerungselektronik mit optimierter Kraftstoffzufuhr - Strömungsoptimierte Arden Sportendschalldämpfer                                                                  |      |
| AJ 5 Biturbo Motor | - Ausgangsbasis ist der 4.0 Liter Sechszylinder - Es werden 2 rennsporterprobte IHI-Abgasturbolader montiert, die auch im unteren Drehzahlbereich eine gleichmäßige Leistungsentfaltung liefern - So erreicht der Motor 330 PS, Die Höchstgeschwindigkeit wurde bei 258km/h gemessen |      |
| AJ 23 SVR          | - 703 PS, 873 Nm - Neues Hochleistungsabgassystem mit Metall-Katalysatore - Upgrade Kompressorrad zur Erhöhung des Ladedrucks |      |

## Arden Meilensteine
- 1985 IAA Vorstellung des AJ 2 Jaguar Vollcarbriolet
- 1987 Entwicklung eines Turbo-Motors auf AJ 6 Basis
- 1990 Entwicklung ersten ABS-Bremssystems für Jaguar XJ
- 1991 Entwicklung Arden AJ 5 3,2 K mit Kompressoraufladung
- 1992 Gewinner European Jaguar Quality Club
- 1993 Gewinner GT Europameisterschaft Arden Racing
- 1993 Gewinner European Jaguar Quality Club
- 1996 Gewinner First Class Verkaufswettbewerb
- 1997 Gewinner First Class Verkaufswettbewerb
- 1998 Gewinner First Class Verkaufswettbewerb
- 1999 Entwicklung des Arden A-Type Lightweight
- 2000 1. Platz Arden Jaguar S-Type Leserwahl zum Auto 2000
- 2004 Entwicklung Arden A-Type Lightweight RS
- 2005 3. Platz Tuning Cars, Auto Illustrierte, Arden Range Rover
- 2006 3. Platz Tuning Cars, Auto Illustrierte, Arden Jaguar XK
- 2009 1. Platz Auto Bild 4x4 Award Arden AR 6 Stronger
- 2009 2. Platz für Arden Racing bei der Mini Challenge
- 2010 Sportcars des Jahres Arden AM2 Cup Mini
- 2010 2. Platz Tuner Grand Prix Hockenheim Arden AJ 20
- 2011 3. Platz der sportlichsten Autos 2011 Arden Mini AM3
- 2011 2. Platz für Arden Racing bei der Mini Challenge
- 2014 1. Platz sport auto Award Arden F-Type AJ 23
- 2016 Erster Arden British Day auf Burg Zelem
- 2017 3. Platz sport auto Award Arden XE AJ 24
- 2018 Präsentation des AJ 23 mit 703 PS in Genf
- 2021 Projektstart Arden AJ 50 anlässlich 50 jährigem Firmenjubiläum
- 2022 Platz auf dem Nürburg Ring ADAC Masters Team Piro Sports-Burg Zelem Foundation
- 2022 Top Ten Sport Auto Award Best Brands 2022
- 2023 50 jähriges Betriebsjubiläum KH Niederrhein
- 2024 Entwicklung Arden AJ 23 RS und AR 11 Range Rover